# Richard Mittermaier
Richard Mittermaier (* 23. Februar 1897 in Hamburg; † 1983 in Freiburg im Breisgau) war ein deutscher Hals-Nasen-Ohren-Arzt, Hochschullehrer und Publizist sowie Mitbegründer und Vorsitzender der Bundesvereinigung Lebenshilfe.

## Leben
Richard Mittermaier wurde als Sohn eines Frauenarztes geboren, musste nach dem Besuch des Realgymnasiums Dresden-Blasewitz Kriegsdienst leisten und kam in russische Kriegsgefangenschaft. Nach dem Krieg machte er an der Oberrealschule in Dresden-Johannstadt das Notabitur.
Es folgte ein Studium der Medizin an der Ludwig-Maximilians-Universität München, wo er unter Professor Erich Lexer sein Fachwissen erwarb. An der Albert-Ludwigs-Universität Freiburg legte er am 16. Dezember 1922 das medizinische Staatsexamen ab.
Am 1. Oktober 1922 in Karlsruhe approbiert, war er anschließend am Hygieneinstitut und Pharmakologischen Institut der Universität Freiburg als Assistent beschäftigt.
Im April 1924 promovierte er zum Doktor der Medizin und übernahm im April 1927 eine Tätigkeit an der HNO-Klinik der Universität Freiburg, nachdem er dort fast drei Jahre unter fachlicher Leitung des Professors Paul Trendelenburg als Assistent an der Chirurgischen Klinik eingesetzt war.
Am 12. Juli 1930 habilitierte er sich dort bei Professor Otto Kahler auf dem Gebiet der Otorhinolaryngologie und wurde 1936 zum außerplanmäßigen außerordentlichen Professors ernannt. Seit 1937 war er Chefarzt der Hals-, Nasen- und Ohrenklinik am Städtischen Krankenhaus Erfurt.
1933 trat er in die SA (zuletzt Sanitätssturmführer) ein, am 5. Juli 1937 beantragte er die Aufnahme in die NSDAP und wurde rückwirkend zum 1. Mai desselben Jahres aufgenommen (Mitgliedsnummer 4.272.384).
Während des Zweiten Weltkrieges war Mittermaier beratender Facharzt einer Heeresgruppe und arbeitete als Arzt in verschiedenen Lazaretten. Nach dem Krieg wechselte er als Chefarzt zur HNO-Klinik Karlsruhe. Im Dezember 1947 erhielt er die Ernennung zum ordentlichen Professor für Hals-, Nasen- und Ohrenheilkunde und wurde Direktor der Universitäts-HNO-Klinik in Marburg. Dort war er von Oktober 1950 bis Oktober 1954 Wahlsenator und Dekan der Medizinischen Fakultät Marburg. Dem Ruf an die Universität Wien im Jahre 1950 folgte er nicht und wechselte 1956 zur Universität Frankfurt am Main, wo er 1959/1960 Dekan und 1961/1962 Wahlsenator der Medizinischen Fakultät war.
Ab 1947 war Mittermaier gemeinsam mit Hans Leicher und Max Meyer Herausgeber der Zeitschrift Laryngologie, Rhinologie und Otologie.
Ein wichtiges Arbeitsgebiet Mittermaiers lag in der Vestibularforschung und der damit korrespondierenden Elektronystagmographie.

### Mitgliedschaften
- 1958 Mitbegründer der Bundesvereinigung Lebenshilfe und deren erster Vorsitzender.[6][7]
- 1952 Mitglied des Collegium Oto-Rhino-Laryngologicum Amicitae Sacrum
- 1960 Mitglied der Academia Leopoldina

### Ehrungen und Auszeichnungen
- 1961 Dr. Heinrich-Hoffmann-Medaille
- 1967 Großes Verdienstkreuz der Bundesrepublik Deutschland
- 1975 Alber-Schweitzer-Medaille
- Richard-Mittermaier-Schule in Freiburg[8]